# Ouma Laouali

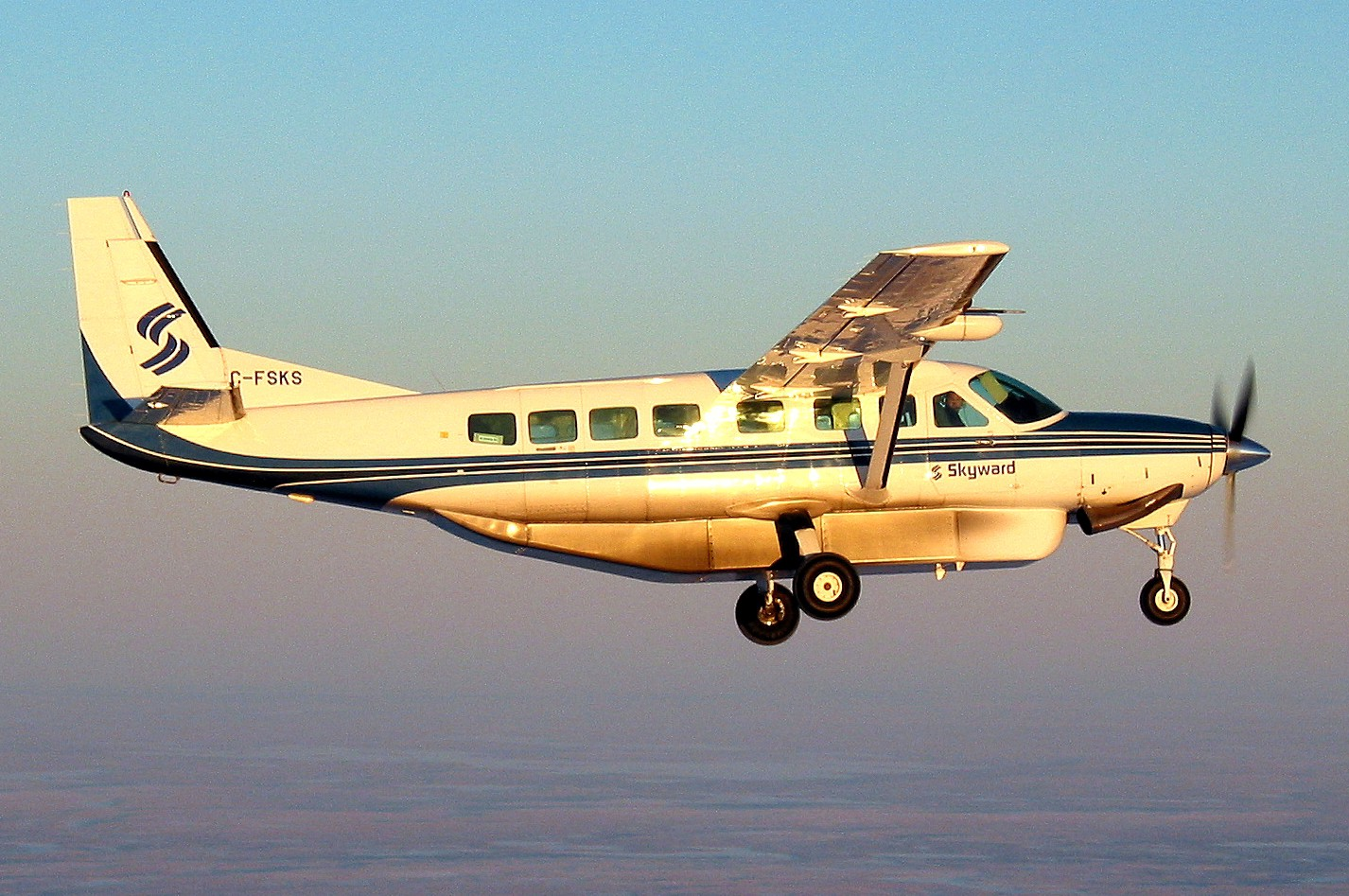
Một chiếc Cessna 208 Caravan thuộc loại khác với một chiếc Laouali sẽ bay.

Ouma Laouali là một phi công người Niger, và là người phụ nữ đầu tiên làm phi công ở nước này.
Vào tháng 10 năm 2015, Trung úy Laouali, 28 tuổi, trở thành nữ phi công đầu tiên ở Nigeria.
Laouali là một trong những thành viên của lực lượng không quân Niger được đào tạo thành phi công ở Hoa Kỳ, là một phần của chương trình giúp chống lại Boko Haram, nhóm khủng bố Hồi giáo hoạt động trong khu vực. Cô sẽ lái một chiếc máy bay Cessna, hai trong số đó được Mỹ trao cho Niger trong một buổi lễ tại thủ đô Niamey của Niger, như một phần của gói đào tạo và máy bay trị giá 24 triệu USD. Kể từ tháng 10 năm 2015, Hoa Kỳ có một căn cứ không người lái ở Niamey và được cho là đang xây dựng một thị trấn khác ở Agadez, một thị trấn trên sa mạc Niger, như một phần của các hoạt động chống khủng bố.
Laouali sẽ là người lái chiếc Cessna 208 Caravan, một máy bay tình báo, giám sát và trinh sát (ISR), có thể thực hiện nhiều nhiệm vụ quân sự.
Theo Ventures Africa, "nữ phi công thách thức quan điểm phân biệt giới tính rằng đàn ông phù hợp hơn với tư cách là một phi công". Tổ chức True Châu Phi đã đưa Laouali vào danh sách "Những người phụ nữ châu Phi đã khuấy động vào năm 2015".